# Brauerei Gutmann
A  Brauerei Gutmann egy  német sörfőzde, amely speciális eljárással készült szűretlen, kézműves búzasört állít elő.

## Története
A Gutmann sört először Franz Gutmann sörfőzőmester állította elő, aki az újdonságnak számító sörének  gyártására 1707-ben családi sörfőzdét hozott létre. Az eredeti sörfőzde még ma is üzemel a család bajorországi birtokán, Titting faluban.

## Termékei
- félbarna
- barna

## A termékek jellemzői
A Gutmann sör a legtöbb bajor búzasörhöz hasonlóan magasabb alkoholtartalommal rendelkezik, mint a hagyományos láger sörök, az alaptípus 5,2 alc.%-os, a barna és félbarna típus pedig 5,6 alc.%-os. Sajátossága, hogy a sört nem hordókban érlelik, hanem az élesztőt csak a lepalackozott sörhöz adják hozzá, és üvegben megy végbe az erjedés.
A sör palackja is egyedi dizájnnal rendelkezik, sem az üveg alakja, sem a címkéje nem egyezik a hasonló paraméterekkel rendelkező sörökhöz. A címke a család címerét, a családi birtokon helyet kapó sörfőzde főépületét és a bajor zászló kék-fehér színeit ötvözi. Az erjesztés módja miatt a palack színe sötétbarna, nem hasonlít a láger sörök zöld színű üvegéhez.